# Karel Sabina

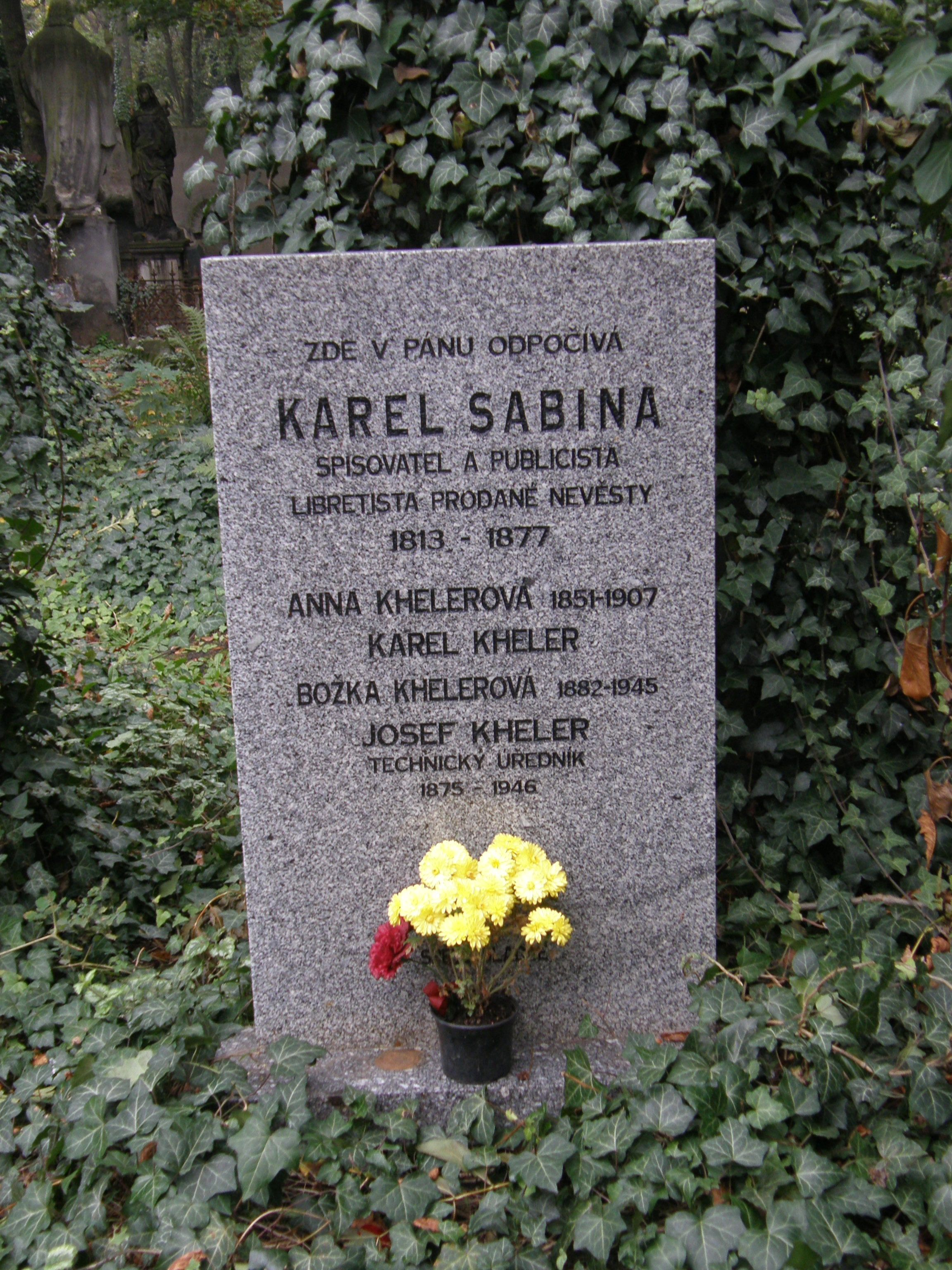
Mormântul lui Karel Sabina în Cimitirul Olšany din Praga

Karel Sabina (având pseudonimele literare Arian Želinský și Leo Blass) (29 decembrie 1813 – 8 noiembrie 1877) a fost un scriitor și jurnalist ceh.

## Viața
Karel Sabina a crescut în sărăcie în familia unui zidar și al unei spălătorese, el fiind un copil dintr-o relație extraconjugală a fiicei unui director al unei fabrici de zahăr. Sabina a susținut mai târziu că el a fost un fiu nelegitim al unui nobil polonez. A studiat filosofia și dreptul, dar nu a absolvit. În 1848 Sabina a devenit unul dintre liderii democraților radicali cehi, fondatorul unui cer politic radical secret intitulat „Abrogarea” (nume inspirat de revoluționarii irlandezi), membru al Comitetului Național și al Congresului Ceh. Sabina a publicat în acea perioadă multe articole (dintre care mai multe au fost cenzurate) în reviste.

## Închisoarea
În 1849 a fost arestat pentru că a participat la „Lovitura de stat din mai” (un plan pentru declanșarea unei răscoale, inspirat de Bakunin, prezent pe atunci la Praga) și a fost condamnat la moarte în 1851, împreună cu alți 24 de oameni; sentințele au fost comutate de către împărat în 18 ani de închisoare în penitenciarul din Olomouc; în 1857 a fost eliberat, în urma amnestiei generale decretate de împărat la data de 8 mai. S-a întors la Praga și a trăit ca un scriitor liber-profesionist.

## Acuzațiile de trădare
În 1870 ziarul Vaterland l-a acuzat pe Sabina ca fiind informator al poliției. Sabina a dat în judecată, cu succes, ziarul pentru calomnie. În 1872, într-un proces neoficial al unui juriu autodesemnat format din opt intelectuali cehi (inclusiv Jan Neruda și Vítězslav Hálek), Karel Sabina a fost găsit vinovat de a fi informator. Aflat în imposibilitatea de a putea pleca în exil în străinătate, el a fost nevoit să trăiască ascuns la Praga. Pentru tot restul vieții sale, Karel Sabina a negat acuzațiile. Motivele presupusei cooperări cu poliția a lui Sabina nu sunt destul de clare; dacă s-a întâmplat, ar fi putut fi o combinație între starea de deziluzie cu înăbușirea revoluției care a dus la îndelungata sa încarcerare, presiunea constantă a poliției de după aceea și sărăcia extremă în care trăia. Fiind un proscris - cărțile sale nu s-au mai vândut, numele său a fost înlocuit pe afișe (cum ar fi cel pentru Prodaná nevěsta - al cărui libret a fost văzut de unii oameni ca respingerea de către Sabina a acuzațiilor până ce investigația lui Miroslav Ivanov publicată în 1971 în cartea Labirintul le-a dovedit ca incorecte) cu inițialele lui și a riscat atacuri fizice ori de câte ori a apărut pe străzi. Cu toate acestea, el a continuat să scrie sub pseudonime, dintre care unele nu sunt cunoscute astăzi, îngreunând astfel foarte mult efortul istoricilor de a reconstitui bibliografia de articole complete a lui Sabina.

## Moartea
Sabina a murit în sărăcie și dispreț în anul 1877, având trecută epuizarea generală drept cauză a morții.

## Scrieri selective
Ca jurnalist, a scris în principal pentru Květy, Moravský Týdenník, Humorist, Lípa, Pražské noviny și Wčela (el a fost redactor la ultimele două, înlocuindu-l pe Karel Havlíček Borovský la ambele).

### Romane
- Hrobník (1837), Groparul
- Blouznění (1857), Răpirea
- Hedvika (1858), Hedwig
- Jen tri léta! (1860), Doar trei ani!
- Na poušti (1863), În deșert
- Oživené hroby (1870), Morminte animate, inspirat de perioada petrecută în închisoare, cel mai bun roman al său
- Morana čili Svět o jeho nicoty (1874), Morana sau Lumea și nimicnicia ei

### Piese de teatru
- Černá růže, Trandafirul Negru
- Inzerát, Anunțul
- Šašek Jiřího z Poděbrad, Bufonul lui George de Poděbrady
- Maloměstské klepny, Bârfitoarele din orașul mic

### Povești
- Obrazy ze 14. 15. věku (1844), Povești din secolele al XIV-lea și al XV-lea
- Povídky, pověsti, obrazy o novely (1845), Povești, legende, basme și nuvele

### Librete
- Prodaná nevěsta, de Bedřich Smetana
- Braniboři v Čechách, de Bedřich Smetana
- Starý ženich, de Karel Bendl
- V studni, de Vilém Olanda

### Altele
- Básně (1841), Poezii
- Úvod povahopisný (1845), Introducere la un temperament - o carte foarte importantă, fiind primul studiu cu privire la Karel Hynek Mácha, care a fost prietenul lui Sabina. Această carte a recunoscut și ilustrat geniul și importanța lui Mácha.
- Duchovní komunismus (1861), Comunism spiritual - despre dreptul tuturor oamenilor la educație
- Dějiny literatury československé, Istoria Literaturii Cehoslovace

## Sabina în cultura populară
Karel Sabina este menționat în mai multe poeme în proză de Ivan Wernisch.

## Legături externe
- M. Ivanov, Labyrint, Prague, 1971
- Info and photo, in Czech Arhivat în 6 mai 2008, la Wayback Machine.
- Info and photo, in Czech
- Database of Czech history, in Czech Arhivat în 17 mai 2021, la Wayback Machine.